# Souleymane Camara
Souleymane Camara (Nascido em 22 de Dezembro de 1982) é um ex-futebolista senegalês, maior parte da sua carreira militou no Montpellier HSC.

## Carreira
Camara representou o elenco da Seleção Senegalesa de Futebol no Campeonato Africano das Nações de 2012.

## Títulos
Montpellier
- Campeonato Francês: 2011-12